# Birkūr
Birkūr är en ort i Indien.   Den ligger i distriktet Nizamabad District och delstaten Telangana, i den centrala delen av landet, 1 100 km söder om huvudstaden New Delhi. Birkūr ligger 373 meter över havet och antalet invånare är 25 000.
Terrängen runt Birkūr är platt. Runt Birkūr är det ganska tätbefolkat, med 248 invånare per kvadratkilometer. Birkūr är det största samhället i trakten. Trakten runt Birkūr består till största delen av jordbruksmark.